# Kvalifikace na Mistrovství Evropy ve fotbale 1972
Kvalifikace na Mistrovství Evropy ve fotbale 1972 probíhala v letech 1970 až 1972. Zúčastnilo se jí 32 fotbalových reprezentací, které byly rozlosovány do osmi skupin po čtyřech týmech. Ve skupinách hrál každý s každým doma a venku. Vítězové skupin postoupili do čtvrtfinále, kde se střetli systémem doma a venku o postup na závěrečný turnaj.

## Skupinová fáze

### Skupina 1
| Poř. | Tým            | B | Z | V | R | P | VG | IG |
| ---- | -------------- | - | - | - | - | - | -- | -- |
| 1.   | Rumunsko       | 9 | 6 | 4 | 1 | 1 | 11 | 2  |
| 2.   | Československo | 9 | 6 | 4 | 1 | 1 | 11 | 4  |
| 3.   | Wales          | 5 | 6 | 2 | 1 | 3 | 5  | 6  |
| 4.   | Finsko         | 1 | 6 | 0 | 1 | 5 | 1  | 16 |

| Datum              | Místo      | Domácí         | Výsl. | Hosté          |
| ------------------ | ---------- | -------------- | ----- | -------------- |
| 7. října 1970      | Praha      | Československo | 1:1   | Finsko         |
| 11. října 1970     | Bukurešť   | Rumunsko       | 3:0   | Finsko         |
| 11. listopadu 1970 | Cardiff    | Wales          | 0:0   | Rumunsko       |
| 21. dubna 1971     | Swansea    | Wales          | 1:3   | Československo |
| 16. května 1971    | Bratislava | Československo | 1:0   | Rumunsko       |
| 26. května 1971    | Helsinky   | Finsko         | 0:1   | Wales          |
| 16. června 1971    | Helsinky   | Finsko         | 0:4   | Československo |
| 22. září 1971      | Helsinky   | Finsko         | 0:4   | Rumunsko       |
| 13. října 1971     | Swansea    | Wales          | 3:0   | Finsko         |
| 27. října 1971     | Praha      | Československo | 1:0   | Wales          |
| 14. listopadu 1971 | Bukurešť   | Rumunsko       | 2:1   | Československo |
| 24. listopadu 1971 | Bukurešť   | Rumunsko       | 2:0   | Wales          |

### Skupina 2
| Poř. | Tým       | B | Z | V | R | P | VG | IG |
| ---- | --------- | - | - | - | - | - | -- | -- |
| 1.   | Maďarsko  | 9 | 6 | 4 | 1 | 1 | 12 | 5  |
| 2.   | Bulharsko | 7 | 6 | 3 | 1 | 2 | 11 | 7  |
| 3.   | Francie   | 7 | 6 | 3 | 1 | 2 | 10 | 8  |
| 4.   | Norsko    | 1 | 6 | 0 | 1 | 5 | 5  | 18 |

| Datum              | Místo    | Domácí    | Výsl. | Hosté     |
| ------------------ | -------- | --------- | ----- | --------- |
| 7. října 1970      | Oslo     | Norsko    | 1:3   | Maďarsko  |
| 11. listopadu 1970 | Lyon     | Francie   | 3:1   | Norsko    |
| 15. listopadu 1970 | Sofie    | Bulharsko | 1:1   | Norsko    |
| 24. dubna 1971     | Budapešť | Maďarsko  | 1:1   | Francie   |
| 19. května 1971    | Sofie    | Bulharsko | 3:0   | Maďarsko  |
| 9. června 1971     | Oslo     | Norsko    | 1:4   | Bulharsko |
| 8. září 1971       | Oslo     | Norsko    | 1:3   | Francie   |
| 25. září 1971      | Budapešť | Maďarsko  | 2:0   | Bulharsko |
| 9. října 1971      | Colombes | Francie   | 0:2   | Maďarsko  |
| 27. října 1971     | Budapešť | Maďarsko  | 4:0   | Norsko    |
| 10. listopadu 1971 | Nantes   | Francie   | 2:1   | Bulharsko |
| 4. prosince 1971   | Bukurešť | Bulharsko | 2:1   | Francie   |

### Skupina 3
| Poř. | Tým       | B  | Z | V | R | P | VG | IG |
| ---- | --------- | -- | - | - | - | - | -- | -- |
| 1.   | Anglie    | 11 | 6 | 5 | 1 | 0 | 15 | 3  |
| 2.   | Švýcarsko | 9  | 6 | 4 | 1 | 1 | 12 | 5  |
| 3.   | Řecko     | 3  | 6 | 1 | 1 | 4 | 3  | 8  |
| 4.   | Malta     | 1  | 6 | 0 | 1 | 5 | 2  | 16 |

| Datum              | Místo   | Domácí    | Výsl. | Hosté     |
| ------------------ | ------- | --------- | ----- | --------- |
| 7. října 1970      | Gżira   | Malta     | 1:1   | Řecko     |
| 16. prosince 1970  | Pireus  | Řecko     | 0:1   | Švýcarsko |
| 20. prosince 1970  | Gżira   | Malta     | 1:2   | Švýcarsko |
| 3. února 1971      | Gżira   | Malta     | 0:1   | Anglie    |
| 21. dubna 1971     | Lucern  | Švýcarsko | 5:0   | Malta     |
| 21. dubna 1971     | Londýn  | Anglie    | 3:0   | Řecko     |
| 12. května 1971    | Londýn  | Anglie    | 5:0   | Malta     |
| 12. května 1971    | Bern    | Švýcarsko | 1:0   | Řecko     |
| 18. června 1971    | Pireus  | Řecko     | 2:0   | Malta     |
| 13. října 1971     | Basilej | Švýcarsko | 2:3   | Anglie    |
| 10. listopadu 1971 | Londýn  | Anglie    | 1:1   | Švýcarsko |
| 1. prosince 1971   | Pireus  | Řecko     | 0:2   | Anglie    |

### Skupina 4
| Poř. | Tým           | B  | Z | V | R | P | VG | IG |
| ---- | ------------- | -- | - | - | - | - | -- | -- |
| 1.   | Sovětský svaz | 10 | 6 | 4 | 2 | 0 | 13 | 4  |
| 2.   | Španělsko     | 8  | 6 | 3 | 2 | 1 | 14 | 3  |
| 3.   | Severní Irsko | 6  | 6 | 2 | 2 | 2 | 10 | 6  |
| 4.   | Kypr          | 0  | 6 | 0 | 0 | 6 | 2  | 26 |

| Datum              | Místo              | Domácí        | Výsl. | Hosté         |
| ------------------ | ------------------ | ------------- | ----- | ------------- |
| 11. listopadu 1970 | Sevilla            | Španělsko     | 4:0   | Severní Irsko |
| 15. listopadu 1970 | Nikósie            | Kypr          | 1:3   | Sovětský svaz |
| 3. února 1971      | Nikósie            | Kypr          | 0:3   | Severní Irsko |
| 21. dubna 1971     | Belfast            | Severní Irsko | 5:0   | Kypr          |
| 9. května 1971     | Nikósie            | Kypr          | 0:2   | Španělsko     |
| 30. května 1971    | Moskva             | Sovětský svaz | 2:1   | Španělsko     |
| 7. června 1971     | Moskva             | Sovětský svaz | 6:1   | Kypr          |
| 22. září 1971      | Moskva             | Sovětský svaz | 1:0   | Severní Irsko |
| 13. října 1971     | Belfast            | Severní Irsko | 1:1   | Sovětský svaz |
| 27. října 1971     | Sevilla            | Španělsko     | 0:0   | Sovětský svaz |
| 24. listopadu 1971 | Granada            | Španělsko     | 7:0   | Kypr          |
| 16. února 1972     | Kingston upon Hull | Severní Irsko | 1:1   | Španělsko     |

### Skupina 5
| Poř. | Tým         | B | Z | V | R | P | VG | IG |
| ---- | ----------- | - | - | - | - | - | -- | -- |
| 1.   | Belgie      | 9 | 6 | 4 | 1 | 1 | 11 | 3  |
| 2.   | Portugalsko | 7 | 6 | 3 | 1 | 2 | 10 | 6  |
| 3.   | Skotsko     | 6 | 6 | 3 | 0 | 3 | 4  | 7  |
| 4.   | Dánsko      | 2 | 6 | 1 | 0 | 5 | 2  | 11 |

| Datum              | Místo      | Domácí      | Výsl. | Hosté       |
| ------------------ | ---------- | ----------- | ----- | ----------- |
| 14. října 1970     | Kodaň      | Dánsko      | 0:1   | Portugalsko |
| 11. listopadu 1970 | Glasgow    | Skotsko     | 1:0   | Dánsko      |
| 25. listopadu 1970 | Bruggy     | Belgie      | 2:0   | Dánsko      |
| 3. února 1971      | Lutych     | Belgie      | 3:0   | Skotsko     |
| 17. února 1971     | Anderlecht | Belgie      | 3:0   | Portugalsko |
| 21. dubna 1971     | Lisabon    | Portugalsko | 2:0   | Skotsko     |
| 12. května 1971    | Porto      | Portugalsko | 5:0   | Dánsko      |
| 26. května 1971    | Kodaň      | Dánsko      | 1:2   | Belgie      |
| 9. června 1971     | Kodaň      | Dánsko      | 1:0   | Skotsko     |
| 13. října 1971     | Glasgow    | Skotsko     | 2:1   | Portugalsko |
| 10. listopadu 1971 | Aberdeen   | Skotsko     | 1:0   | Belgie      |
| 21. listopadu 1971 | Lisabon    | Portugalsko | 1:1   | Belgie      |

### Skupina 6
| Poř. | Tým      | B  | Z | V | R | P | VG | IG |
| ---- | -------- | -- | - | - | - | - | -- | -- |
| 1.   | Itálie   | 10 | 6 | 4 | 2 | 0 | 12 | 4  |
| 2.   | Rakousko | 7  | 6 | 3 | 1 | 2 | 14 | 6  |
| 3.   | Švédsko  | 6  | 6 | 2 | 2 | 2 | 3  | 5  |
| 4.   | Irsko    | 1  | 6 | 0 | 1 | 5 | 3  | 17 |

| Datum              | Místo     | Domácí   | Výsl. | Hosté    |
| ------------------ | --------- | -------- | ----- | -------- |
| 14. října 1970     | Dublin    | Irsko    | 1:1   | Švédsko  |
| 28. října 1970     | Solna     | Švédsko  | 1:0   | Irsko    |
| 31. října 1970     | Vídeň     | Rakousko | 1:2   | Itálie   |
| 8. prosince 1970   | Florencie | Itálie   | 3:0   | Irsko    |
| 10. května 1971    | Dublin    | Irsko    | 1:2   | Itálie   |
| 26. května 1971    | Solna     | Švédsko  | 1:0   | Rakousko |
| 30. května 1971    | Dublin    | Irsko    | 1:4   | Rakousko |
| 9. června 1971     | Solna     | Švédsko  | 0:0   | Itálie   |
| 4. září 1971       | Vídeň     | Rakousko | 1:0   | Švédsko  |
| 9. října 1971      | Milán     | Itálie   | 3:0   | Švédsko  |
| 10. listopadu 1971 | Linec     | Rakousko | 6:0   | Irsko    |
| 20. listopadu 1971 | Řím       | Itálie   | 2:2   | Rakousko |

### Skupina 7
| Poř. | Tým         | B | Z | V | R | P | VG | IG |
| ---- | ----------- | - | - | - | - | - | -- | -- |
| 1.   | Jugoslávie  | 9 | 6 | 3 | 3 | 0 | 7  | 2  |
| 2.   | Nizozemsko  | 7 | 6 | 3 | 1 | 2 | 18 | 6  |
| 3.   | NDR         | 7 | 6 | 3 | 1 | 2 | 11 | 6  |
| 4.   | Lucembursko | 1 | 6 | 0 | 1 | 5 | 1  | 23 |

| Datum              | Místo     | Domácí      | Výsl. | Hosté       |
| ------------------ | --------- | ----------- | ----- | ----------- |
| 11. října 1970     | Rotterdam | Nizozemsko  | 1:1   | Jugoslávie  |
| 14. října 1970     | Lucemburk | Lucembursko | 0:2   | Jugoslávie  |
| 11. listopadu 1970 | Drážďany  | NDR         | 1:0   | Nizozemsko  |
| 15. listopadu 1970 | Lucemburk | Lucembursko | 0:5   | NDR         |
| 24. února 1971     | Rotterdam | Nizozemsko  | 6:0   | Lucembursko |
| 4. dubna 1971      | Split     | Jugoslávie  | 2:0   | Nizozemsko  |
| 24. dubna 1971     | Gera      | NDR         | 2:1   | Lucembursko |
| 9. května 1971     | Lipsko    | NDR         | 1:2   | Jugoslávie  |
| 10. října 1971     | Rotterdam | Nizozemsko  | 3:2   | NDR         |
| 16. října 1971     | Bělehrad  | Jugoslávie  | 0:0   | NDR         |
| 27. října 1971     | Titograd  | Jugoslávie  | 0:0   | Lucembursko |
| 17. listopadu 1971 | Eindhoven | Lucembursko | 0:8   | Nizozemsko  |

### Skupina 8
| Poř. | Tým     | B  | Z | V | R | P | VG | IG |
| ---- | ------- | -- | - | - | - | - | -- | -- |
| 1.   | SRN     | 10 | 6 | 4 | 2 | 0 | 10 | 2  |
| 2.   | Polsko  | 6  | 6 | 2 | 2 | 2 | 10 | 6  |
| 3.   | Turecko | 5  | 6 | 2 | 1 | 3 | 5  | 13 |
| 4.   | Albánie | 3  | 6 | 1 | 1 | 4 | 5  | 9  |

| Datum              | Místo           | Domácí  | Výsl. | Hosté   |
| ------------------ | --------------- | ------- | ----- | ------- |
| 14. října 1970     | Chorzów         | Polsko  | 3:0   | Albánie |
| 17. října 1970     | Kolín nad Rýnem | SRN     | 1:1   | Turecko |
| 13. prosince 1970  | Istanbul        | Turecko | 2:1   | Albánie |
| 17. února 1971     | Tirana          | Albánie | 0:1   | SRN     |
| 25. dubna 1971     | Istanbul        | Turecko | 0:3   | SRN     |
| 12. května 1971    | Tirana          | Albánie | 1:1   | Polsko  |
| 12. června 1971    | Karlsruhe       | SRN     | 2:0   | Albánie |
| 22. září 1971      | Krakov          | Polsko  | 5:1   | Turecko |
| 10. října 1971     | Varšava         | Polsko  | 1:3   | SRN     |
| 14. listopadu 1971 | Tirana          | Albánie | 3:0   | Turecko |
| 17. listopadu 1971 | Hamburk         | SRN     | 0:0   | Polsko  |
| 5. prosince 1971   | İzmir           | Turecko | 1:0   | Polsko  |

## Čtvrtfinále
| 29. dubna 1972 15:30 |       |        |                                                                           |
| Itálie               | 0 – 0 | Belgie | Stadio San Siro, Milán diváci: 63,549 rozhodčí: Petar Nikolov (Bulharsko) |
|                      |       |        | Stadio San Siro, Milán diváci: 63,549 rozhodčí: Petar Nikolov (Bulharsko) |

| 13. května 1972 20:00      |       |                 |                                                                                 |
| Belgie                     | 2 – 1 | Itálie          | Stade Émile Versé, Anderlecht diváci: 26,561 rozhodčí: Paul Schiller (Rakousko) |
| Van Moer 23' Van Himst 71' |       | Riva 86' (pen.) | Stade Émile Versé, Anderlecht diváci: 26,561 rozhodčí: Paul Schiller (Rakousko) |

 Belgie vyhrála celkovým skóre 2:1 a postoupila na závěrečný turnaj.
| 29. dubna 1972 19:45 |       |                                         |                                                                          |
| Anglie               | 1 – 3 | SRN                                     | Wembley Stadium, Londýn diváci: 96,800 rozhodčí: Robert Héliès (Francie) |
| Lee 77'              |       | Hoeneß 26' Netzer 85' (pen.) Müller 88' | Wembley Stadium, Londýn diváci: 96,800 rozhodčí: Robert Héliès (Francie) |

| 13. května 1972 16:00 |       |        |                                                                                         |
| SRN                   | 0 – 0 | Anglie | Olympiastadion, Západní Berlín diváci: 76,122 rozhodčí: Milivoje Gugulović (Jugoslávie) |
|                       |       |        | Olympiastadion, Západní Berlín diváci: 76,122 rozhodčí: Milivoje Gugulović (Jugoslávie) |

 SRN vyhrála celkovým skóre 3:1 a postoupila na závěrečný turnaj.
| 29. dubna 1972 17:00 |       |                |                                                                            |
| Maďarsko             | 1 – 1 | Rumunsko       | Népstadion, Budapešť diváci: 68,585 rozhodčí: David William Smith (Anglie) |
| Branikovits 11'      |       | Sătmăreanu 56' | Népstadion, Budapešť diváci: 68,585 rozhodčí: David William Smith (Anglie) |

| 14. května 1972 17:00 |       |                     |                                                                                |
| Rumunsko              | 2 – 2 | Maďarsko            | Stadionul 23. August, Bukurešť diváci: 60,300 rozhodčí: Kurt Tschenscher (NSR) |
| Dobrin 14' Neagu 81'  |       | Szőke 5' Kocsis 36' | Stadionul 23. August, Bukurešť diváci: 60,300 rozhodčí: Kurt Tschenscher (NSR) |

Skóre po dvou zápasech bylo 3:3, a tak musel rozhodnout zápas na neutrální půdě.
| 17. května 1972 20:00 |       |           |                                                                        |
| Maďarsko              | 2 – 1 | Rumunsko  | Stadion JNA, Bělehrad diváci: 32,130 rozhodčí: Christos Michas (Řecko) |
| Kocsis 26' Szőke 89'  |       | Neagu 32' | Stadion JNA, Bělehrad diváci: 32,130 rozhodčí: Christos Michas (Řecko) |

 Maďarsko vyhrálo celkovým skóre 5:4 a postoupilo na závěrečný turnaj.
| 30. dubna 1972 16:00 |       |               |                                                                                      |
| Jugoslávie           | 0 – 0 | Sovětský svaz | Stadion Crvena Zvezda, Bělehrad diváci: 58,312 rozhodčí: Rudolf Scheurer (Švýcarsko) |
|                      |       |               | Stadion Crvena Zvezda, Bělehrad diváci: 58,312 rozhodčí: Rudolf Scheurer (Švýcarsko) |

| 13. května 1972 17:00                      |       |            |                                                                            |
| Sovětský svaz                              | 3 – 0 | Jugoslávie | Stadion Lužniki, Moskva diváci: 90,300 rozhodčí: Aurelio Angonese (Itálie) |
| Kolotov 53' Baniševskij 74' Kozinkevič 90' |       |            | Stadion Lužniki, Moskva diváci: 90,300 rozhodčí: Aurelio Angonese (Itálie) |

 Sovětský svaz vyhrál celkovým skóre 3:0 a postoupil na závěrečný turnaj.